# Linia 16 de tramvai din București
Tramvaiul 16 din București este o linie de tramvai a STB care începe din Platforma Industrială Pipera, situat în cartierul bucureștean cu același nume, din sectorul 2, și se termină la stația „Piața Sfânta Vineri”. Aceasta urmeaza traseul Bulevardul Dimitrie Pompeiu - Strada Petricani - Bulevardul Lacul Tei - Strada Maica Domnului - Strada Lizeanu - Strada Viitorului - Strada Vasile Lascăr - Strada Armand Călinescu - Strada Doctor Paleologu - Calea Moșilor - Strada Sfânta Vineri. Această linie este temporar suspendată. (Linia 17 circulă de Luni până duminică în locul lui 16 pe relația Piața Sf Vineri - Bulevardul Lacul Tei. Cauza lucrări pe relația Bulevardul Lacul Tei - Bulevardul Dimitrie Pompeiu  În plus Linia 36 merge între Pantelimon și Bulevardul Lacul Tei. În locul liniei 36 va circula Linia navetă 636 pe relația Șoseaua Colentina - Bulevardul Dimitrie Pompeiu și Linia navetă 637 pe relația Bd Chișinău - M Republica)  

## Traseu și stații

### Schema traseului
|  |   |   |   | Nume Stație                  | Artera                      | Corespondențe    |
|  | - | - | - | ---------------------------- | --------------------------- | ---------------- |
|  | ↓ | O | ↑ | Piața Sfânta Vineri          | Strada Sfânta Vineri        | 14, 40, 55, (17) |
|  |   | o |   | Piața Sfântul Gheorghe       | Calea Moșilor               | (17)             |
|  |   | o |   | Hristo Botev                 | Calea Moșilor               | 605, 21, (17)    |
|  |   | o |   | Bulevardul Carol I           | Strada Doctor Paleologu     | 605, (17)        |
|  |   | o |   | Batiștei                     | Strada Armand Călinescu     | 605, (17)        |
|  |   | o |   | Maria Rosetti                | Strada Vasile Lascăr        | 605, (17)        |
|  |   | o |   | Piața Gemeni                 | Strada Vasile Lascăr        | 605, (17)        |
|  |   | o |   | Mihai Eminescu               | Strada Viitorului           | (17)             |
|  |   | o |   | Toamnei                      | Strada Viitorului           | (17)             |
|  |   | o |   | Șoseaua Ștefan cel Mare      | Strada Viitorului           | (17)             |
|  |   | o |   | Reînvierii                   | Strada Maica Domnului       | 36               |
|  |   | o |   | Alexandru cel Bun            | Strada Maica Domnului       | 36               |
|  |   | o |   | Bulevardul Lacul Tei         | Strada Maica Domnului       | 36               |
|  |   | o |   | Teiul Doamnei                | Bulevardul Lacul Tei        | 36               |
|  |   | o |   | Lacul Tei                    | Strada Petricani            | 36               |
|  |   | o |   | Ștrandul Tei                 | Strada Petricani            | 36               |
|  |   | o |   | Șoseaua Fabrica de Glucoza   | Strada Petricani            | 36               |
|  |   | o |   | GELCAP                       | Bulevardul Dimitrie Pompeiu | 36               |
|  |   | o |   | ROCIN                        | Bulevardul Dimitrie Pompeiu | 36               |
|  |   | o |   | Electronica                  | Bulevardul Dimitrie Pompeiu | 36               |
|  | ↓ | O | ↑ | Platforma Industrială Pipera | Bulevardul Dimitrie Pompeiu | 36               |